# Kanton Saintes
Saintes is een kanton van het Franse departement Charente-Maritime. Het kanton maakt deel uit van het arrondissement Saintes. In 2019 telde het 25.287 inwoners.
Het kanton werd gevormd ingevolge het decreet van 27 februari 2014 met uitwerking op 22 maart 2015.

## Gemeenten
Het kanton omvat uitsluitend de gemeente Saintes.